# 네일 아트

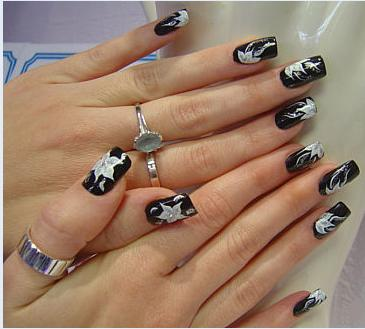
네일 아트를 한 모습.

네일 아트(nail art)는 손발톱에 하는 화장이다. 네일아트 하는 가게를 네일샵이라 하며, 네일아트를 하는 사람을 네일 아티스트라고 부른다. 네일 분야 중 아트는 가장 흥미로우며 독창적인 분야이다. 손톱의 작은 공간에 창조적인 그림을 그려 넣을 수도 있고 인조 보석이나 장식들을 달 수도 있으며, 이미 완성된 스티커 형태로 디자인된 것 등을 붙일 수도 있다. 그 위에 티핑(nail tipping)을 올릴 수도 있다.

## 역사
네일아트는 5,000년 전 고대 이집트와 중국에서 신분을 나타내는 것으로 사용되었다. 그 당시에는 매니큐어가 없었기에 사람들은 관목에서 추출한 헤나를 신분이 높을수록 진한 적색으로 발랐고 낮을수록 연하게 발랐다. 본격적으로 네일아트가 시작된 건 19세기 초 매니큐어 전문회사에서 손톱을 관리하는 기구를 내놓음으로써 시작되었다.

### 대한민국
대한민국의 첫 네일샵은 1988년에 이태원에 그리피스라는 이름으로 개업한 가게다. 요즘에는 올리브영 또는 기타 화장품 가게에서 셀프로 할 수도 있고 홍대 또는 다운타운에 가면 무인으로 셀프네일을 할 수 있는 곳도 있다.

## 같이 보기
- 매니큐어
- 손톱

## 젤 네일
대부분의 네일아트 샵을 젤네일을 제공 하는 형태로 바뀌었다. 마르는 시간보다 젤을 굽는 시간이 훨씬 단축되고 지속력이 더 좋기 때문이다. 요즘은 셀프로도 젤 네일을 하는 추세이며 제거가 어렵다는 단점이 있다.